# نويبا يول (فلم 1995)
نويبا يول (بالإسبانية: Nueba Yol) هو فيلم درامي-كوميدي دومينيكاني صدر عام 1995 من بطولة لويسيتو مارتي، ومن إخراج وتأليف إنجيل مونيز. تم اختيار الفيلم كمدخل لجمهورية الدومينيكان لجائزة أفضل فيلم بلغة أجنبية في حفل توزيع جوائز الأوسكار الثامن والستون، لكن لم يتم ترشيحه.

## ملخص القصة
قصة رجل أرمل متواضع يدعى "أوردوتو بالبوينا، وهو في وضع اقتصادي صعب لأنه عاطل عن العمل. يلتقي مع صديق يدعى "فيليتو" والذي يعد بأخذه إلى نيويورك. رغم شكوكه، بالبوينا مقتنع بأن كل شيء سيكون على ما يرام. ثم يذهب بالبوينا إلى نيويورك ويعيش "الحلم الأمريكي". لكنه يدرك بعد ذلك أن الولايات المتحدة ليست كما تخيلها على الإطلاق.

## طاقم التمثيل
- لويسيتو مارتي بدور  بالبوينا
- كاريداد رافيلو بدور  نانسي
- راؤول كاربونيل بدور  فيليتو
- رافائيل فيلالونا بدور  بيدرو
- جويل غارسيا بدور  بانشو

## وصلات خارجية
- مقالات تستعمل روابط فنية بلا صلة مع ويكي بيانات

نويبا يول  في قاعدة بيانات الأفلام على الإنترنت (بالإنجليزية)